# Drut

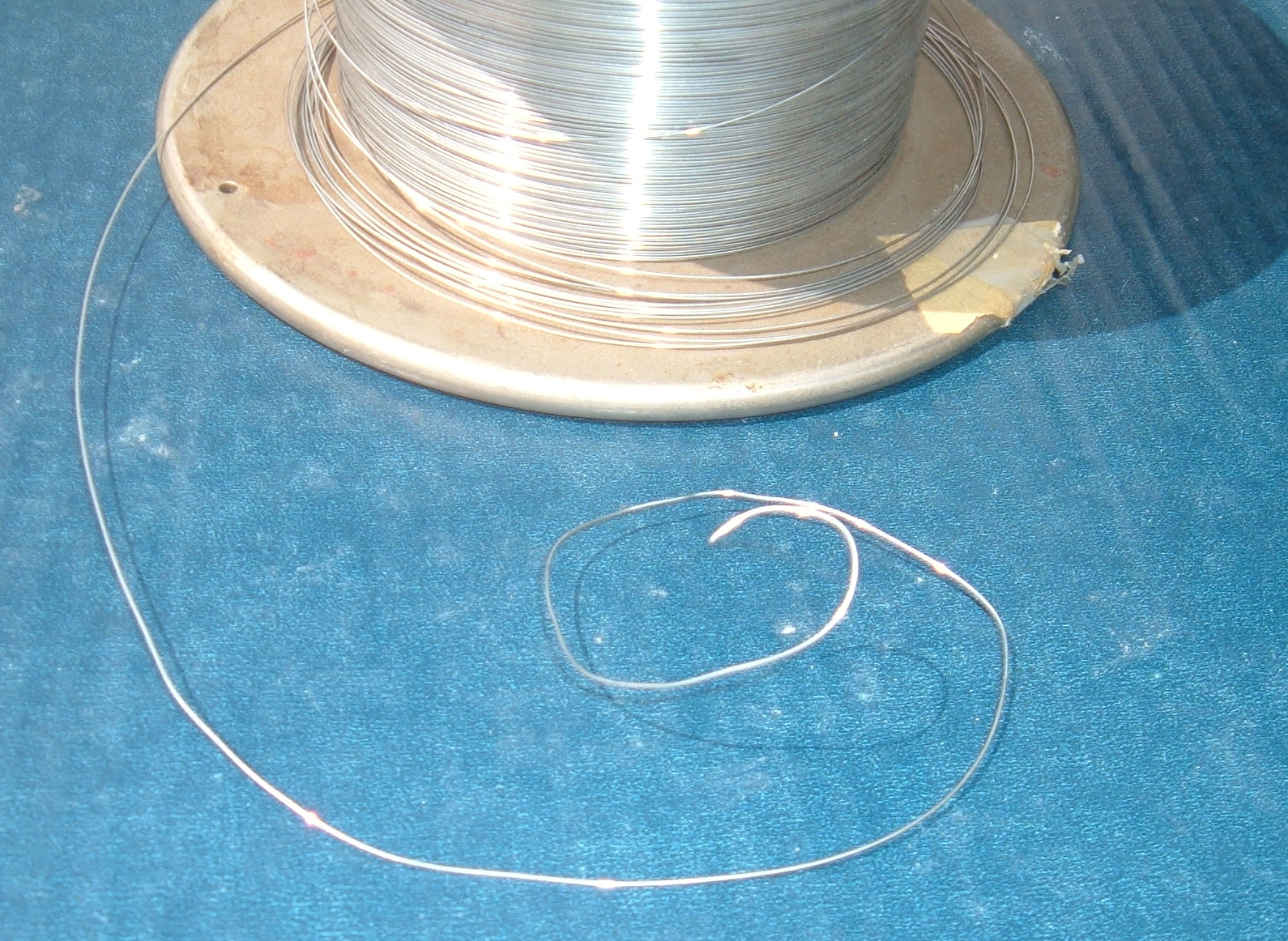
Drut stalowy na szpuli

Drut – wyrób hutniczy lub element konstrukcyjny, którego wymiary poprzeczne są niewielkim ułamkiem długości. Druty mają przekrój poprzeczny niemal wyłącznie okrągły. Średnice drutów leżą w granicach od części milimetra do 8 mm. Druty o średnicy większej niż 8 mm zaliczane są do prętów. Druty dostarczane są zazwyczaj w formie zwiniętej na szpulach lub w buchtach. Druty używane są jako materiał konstrukcyjny do mało odpowiedzialnych naciągów, wieszaków, do wiązania prętów zbrojeniowych w żelbecie, w elektrotechnice i elektronice jako przewody elektryczne lub do produkcji lin itp. Druty, z wyjątkiem bardzo sprężystych, mogą być kształtowane bez użycia specjalnych narzędzi lub nawet gołą ręką.
Druty wykonuje się technologią przeciągania na gorąco lub na zimno. Z niektórych metali, posiadających bardzo dobre własności plastyczne, np. złota lub srebra, daje się wykonać druty o średnicach rzędu ułamków milimetra.